# شيغيرو ميزوكي
شيغيرو ميزوكي (باليابانية: 水木 しげる ميزوكي شيغيرو) اسمه الحقيقي مورا شيغيرو (8 مارس 1922 - 30 نوفمبر 2015) هو مانغاكا ياباني يشتهر بعمل المانغا اليابانية المخيفة غي-غي-غي نو كيتارو والذي كان عنوانه الأصلي «هاكابا كيتارو»، وهو مختص بقصص يوكاي ويعتبر أستاذاً في هذا المجال.

## حياته
ولد شيغيرو في ساكايميناتو في محافظة توتوري الابن الثاني لعائلة من ثلاثة أبناء. في عام 1942 جند في الجيش الإمبراطوري الياباني وأرسل إلى جزيرة بريطانيا الجديدة في بابوا غينيا الجديدة. أصيب بالملاريا أثناء الخدمة وشاهد الكثير من مشاهد الأسى والموت لرفاقه. وفي أثناء قصف جوي وقع في انفجار وفقد ذراعه الأيسر. وكونه أعسر فقد اضطر بعد انتهاء الحرب إلى أن يعلم نفسه الكتابة والرسم بيده اليمنى. بعد عودته إلى اليابان قرر أراد ميزوكي العودة إلى غينيا الجديدة إلا أن ظروف احتلال اليابان جعلت من ذلك أمرا صعبا. عمل حتى عام 1956 كعامل في مسرح سينمائي حتى بداية عمله كرسام أنيمي.
في عام 1957 أطلق ميزوكي عمله الأول «رجل الصاروخ» وبعدها بدأ بنشر الأعمال عن مواضيع للرعب والعسكرية.
توفي في 30 نوفمبر في طوكيو عام 2015 بعمر 93 عاماً بعد أن داهمته سكتةٌ قلبية. 

## وصلات خارجية
- شيغيرو ميزوكي على موقع IMDb (الإنجليزية)
- شيغيرو ميزوكي على موقع ميوزك برينز (الإنجليزية)
- شيغيرو ميزوكي على موقع ميوزك برينز (الإنجليزية)
- شيغيرو ميزوكي على موقع ديسكوغز (الإنجليزية)
- شيغيرو ميزوكي على موقع قاعدة بيانات الفيلم (الإنجليزية)
- شيغيرو ميزوكي على موقع ANN person (الإنجليزية)

- الموقع الرسمي لشيغيرو ميزوكي